# St Edmund, King and Martyr

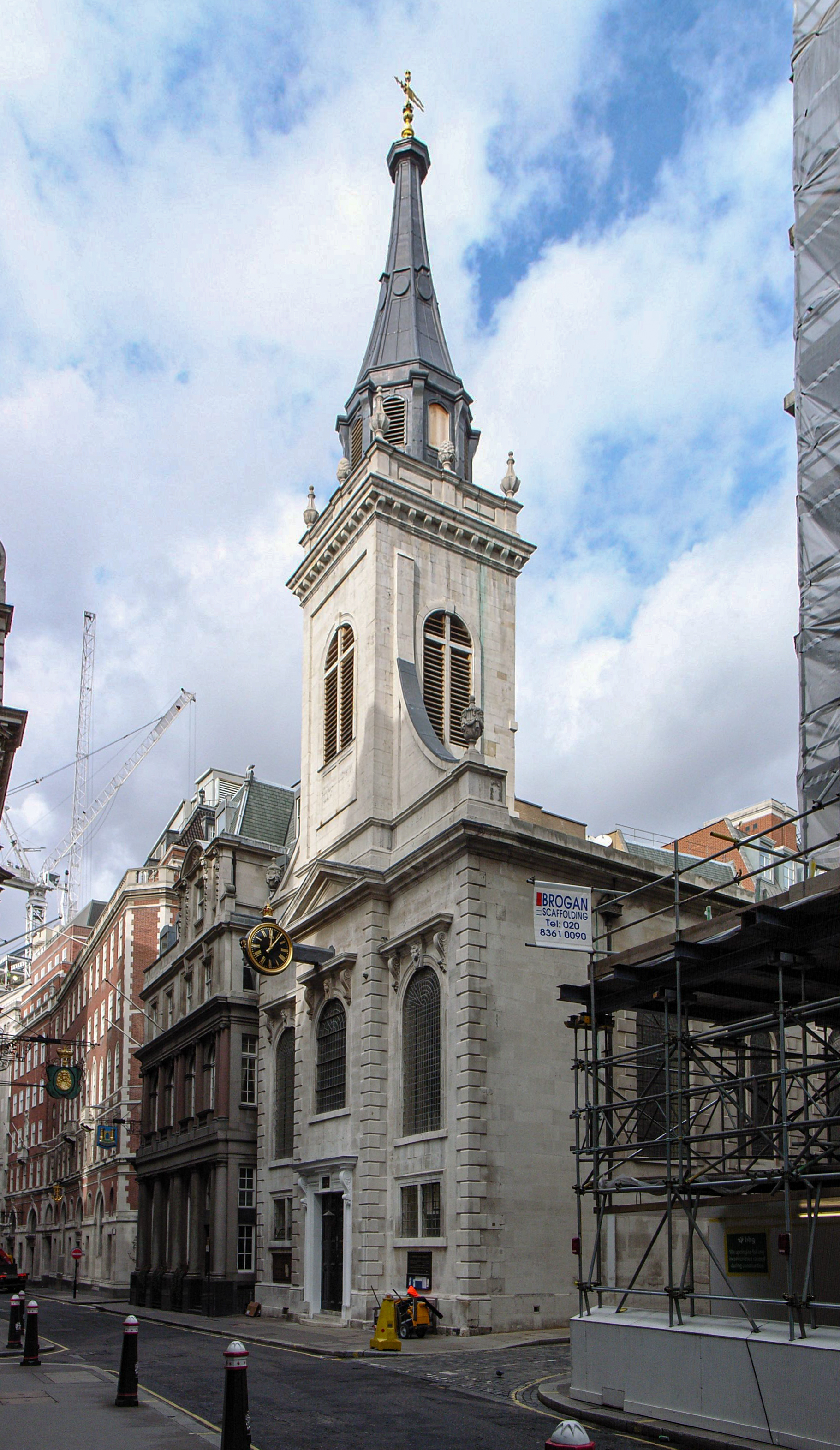
Le clocher et la façade de l'église.

St Edmund, King and Martyr ou St Edmund the King est une église anglicane située dans Lombard Street, à Londres, dans la Cité. Elle est dédiée au roi martyr Edmond d'Est-Anglie.
L'église médiévale, attestée dès le XIIIe siècle, est détruite lors du Grand incendie de Londres en 1666. Elle fait partie des cinquante-deux églises dont la reconstruction est dirigée par Christopher Wren, entre 1670 et 1679.
St Edmund, King and Martyr est devenue monument classé de grade I le 4 janvier 1950. Depuis 2001, l'église abrite le London Centre for Spirituality.